# Tetramorium khyarum
Tetramorium khyarum är en myrart som beskrevs av Bolton 1980. Tetramorium khyarum ingår i släktet Tetramorium och familjen myror. Inga underarter finns listade i Catalogue of Life.